# Black Knob
Black Knob är en kulle i Antarktis. Den ligger i Östantarktis. Nya Zeeland gör anspråk på området. Toppen på Black Knob är 3 meter över havet.
Terrängen runt Black Knob är platt åt sydost, men åt nordost är den kuperad. Havet är nära Black Knob västerut. Trakten är glest befolkad. Närmaste befolkade plats är McMurdo Station, 1,4 kilometer söder om Black Knob. 